# Тобрук (бункер)

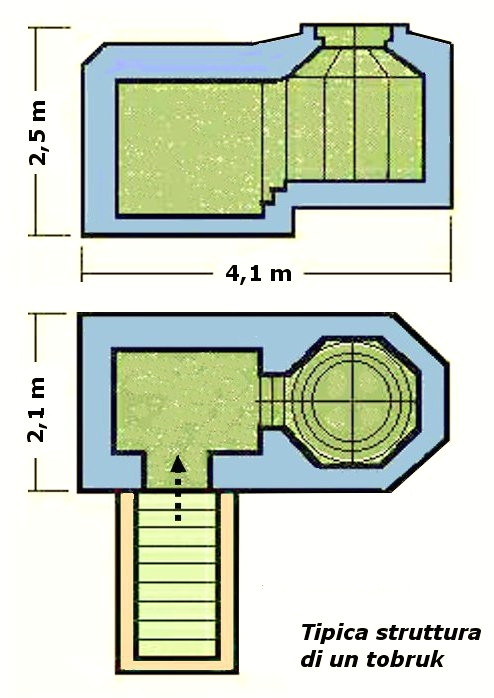
Схема ДОТа типа «Рингштанд»

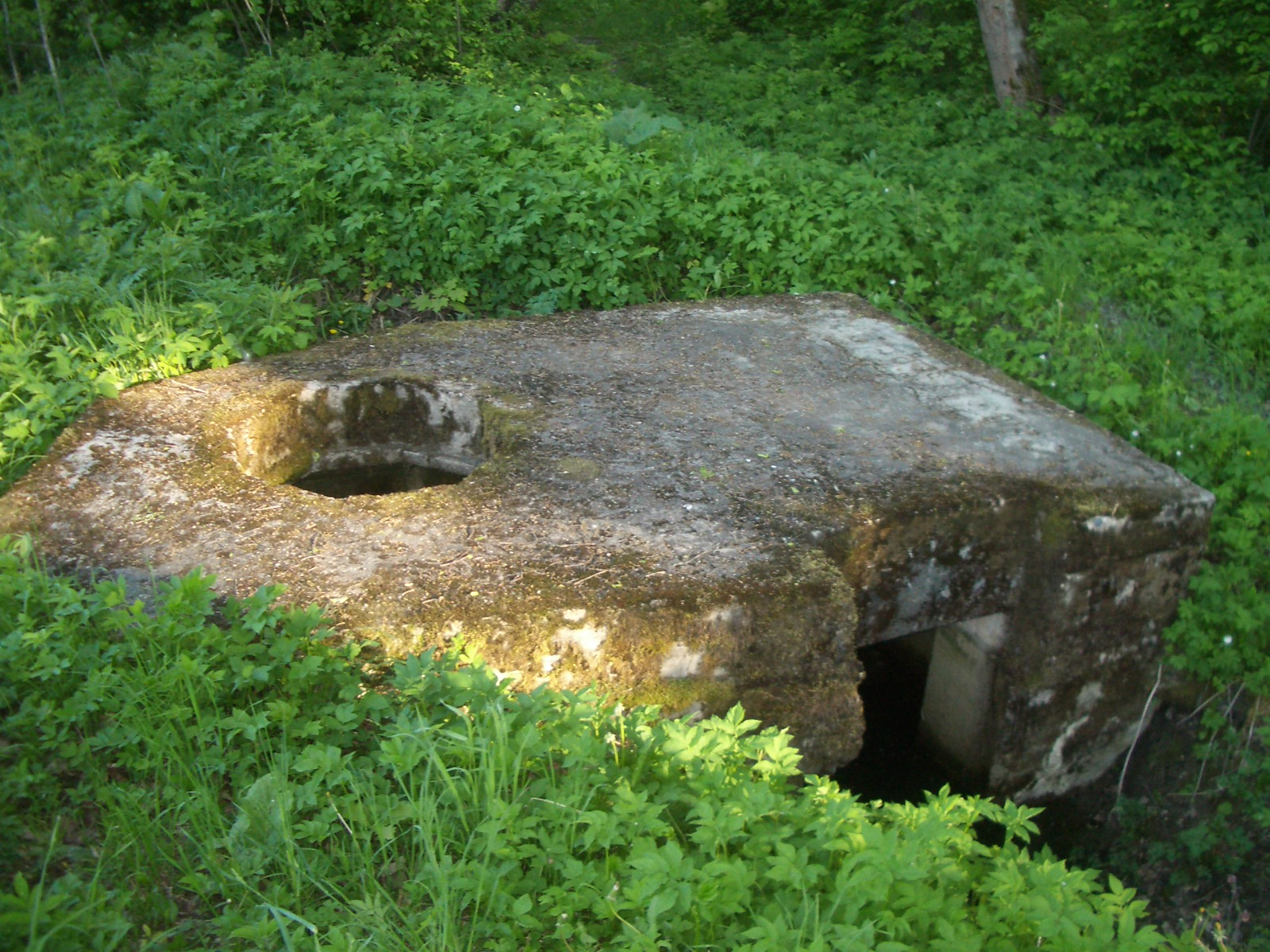
Тобрук в северо-западной части Александровского парка (Пушкинский район (Санкт-Петербург)

Тобрук (нем. Tobruk, Tobruk-Stand, Ringstand) — малый наземный или подземный бетонный ДОТ (типа «Regelbau 58a-D»), предназначенный для ведения кругового огня. Тобруки строились германскими вооружёнными силами во время Второй мировой войны, преимущественно на Атлантическом валу и Линии Зигфрида. Название «тобрук» происходит от ливийского города Тобрук, где с января 1941 года по ноябрь 1942 года происходили ожесточённые бои между странами антигитлеровской коалиции и странами «оси» (в составе соединения «Немецкий Африканский корпус»).

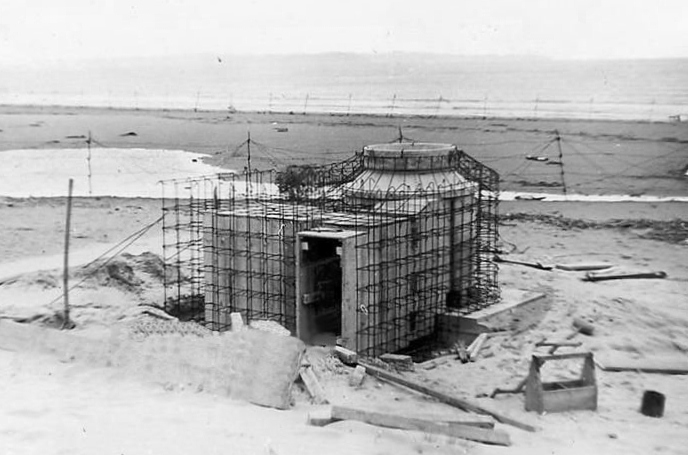
Постройка ДОТа этого типа на Крите, 1941

## Конструкция
Тобрук состоит из боевого отделения в верхней части и пространства для оборудования, боеприпасов и персонала в нижней части. Вход в бункер обычно располагается в траншее, соединяющей его с другими бункерами.
Толщина стен и перекрытий составляет 40 см. На постройку бункера требовалось 11 кубических метров бетона.
В верхней части располагается поворотный круг диаметром 80 см для установки орудия, что позволяет вести огонь практически в любом направлении.

## Экипаж
Боевой расчёт состоит из одного или двух военнослужащих в зависимости от типа вооружения.

## Вооружение
Тобрук обычно вооружался пулемётом MG-34 или MG-42. Реже устанавливались гранатомёт, бронеколпак или танковая башня.

## «Тобруки» в Санкт-Петербурге
В Санкт-Петербурге сохранилось, по крайней мере, три тобрука на берегу реки Ивановки, которые входили во вторую оборонительную полосу немцев, в 800—1500 м от первой.
59°50′05″ с. ш. 30°09′36″ в. д.
59°49′53″ с. ш. 30°09′48″ в. д.
59°49′42″ с. ш. 30°09′46″ в. д..
Также имеется несколько «Тобруков» на Волхонском шоссе.